# Lista över fornlämningar i Linköpings kommun
Lista över fornlämningar i Linköpings kommun är en förteckning av ett urval av de fornlämningar som finns i Linköpings kommun.

## Askeby
Se Lista över fornlämningar i Linköpings kommun (Askeby)

## Bankekind
Se Lista över fornlämningar i Linköpings kommun (Bankekind)

## Björkeberg
Se Lista över fornlämningar i Linköpings kommun (Björkeberg)

## Flistad
Se Lista över fornlämningar i Linköpings kommun (Flistad)

## Gammalkil
Se Lista över fornlämningar i Linköpings kommun (Gammalkil)

## Gistad
Se Lista över fornlämningar i Linköpings kommun (Gistad)

## Kaga
Se Lista över fornlämningar i Linköpings kommun (Kaga)

## Kärna
Se Lista över fornlämningar i Linköpings kommun (Kärna)

## Landeryd
Se Lista över fornlämningar i Linköpings kommun (Landeryd)

## Ledberg
Se Lista över fornlämningar i Linköpings kommun (Ledberg)

## Lillkyrka
Se Lista över fornlämningar i Linköpings kommun (Lillkyrka)

## Linköping
Se Lista över fornlämningar i Linköpings kommun (Linköping)

## Ljung
Se Lista över fornlämningar i Linköpings kommun (Ljung)

## Nykil
Se Lista över fornlämningar i Linköpings kommun (Nykil)

## Rappestad
Se Lista över fornlämningar i Linköpings kommun (Rappestad)

## Rystad
Se Lista över fornlämningar i Linköpings kommun (Rystad)

## Sjögestad
Se Lista över fornlämningar i Linköpings kommun (Sjögestad)

## Skeda
Se Lista över fornlämningar i Linköpings kommun (Skeda)

## Slaka
Se Lista över fornlämningar i Linköpings kommun (Slaka)

## Stjärnorp
Se Lista över fornlämningar i Linköpings kommun (Stjärnorp)

## Törnevalla
Se Lista över fornlämningar i Linköpings kommun (Törnevalla)

## Ulrika
| Namn                    | Lämningstyp         | Tillkomsttid | Historisk indelning  | Plats | Läge                 | ID-nr          | Bild                                 |
| ----------------------- | ------------------- | ------------ | -------------------- | ----- | -------------------- | -------------- | ------------------------------------ |
| Ulrika 95               | Lägenhetsbebyggelse |              | Ulrika, Östergötland |       | 58.196932, 15.372285 | 12000000024628 | Ladda upp en bild av detta fornminne |
| Pers kvarn (Ulrika 102) | Kvarn               |              | Ulrika, Östergötland |       | 58.191101, 15.372805 | 12000000025352 | Ladda upp en bild av detta fornminne |

## Viby
| Namn     | Lämningstyp | Tillkomsttid | Historisk indelning | Plats | Läge                 | ID-nr          | Bild                                      |
| -------- | ----------- | ------------ | ------------------- | ----- | -------------------- | -------------- | ----------------------------------------- |
| Viby 1:1 | Gravfält    |              | Viby, Östergötland  |       | 58.373545, 15.343846 | 10052200010001 | Ladda upp en bild av detta fornminne      |
| Viby 1:2 | Runristning |              | Viby, Östergötland  |       | 58.373519, 15.343519 | 10052200010002 | Ladda upp en bild av detta fornminne      |
| Viby 2:1 | Runristning |              | Viby, Östergötland  |       | 58.367888, 15.340942 | 10052200020001 | Ladda upp en till bild av detta fornminne |
| Viby 3:1 | Gravfält    |              | Viby, Östergötland  |       | 58.366808, 15.341064 | 10052200030001 | Ladda upp en bild av detta fornminne      |

## Vikingstad
Se Lista över fornlämningar i Linköpings kommun (Vikingstad)

## Vist
Se Lista över fornlämningar i Linköpings kommun (Vist)

## Vreta kloster
Se Lista över fornlämningar i Linköpings kommun (Vreta kloster)

## Västerlösa
Se Lista över fornlämningar i Linköpings kommun (Västerlösa)

## Vårdnäs
Se Lista över fornlämningar i Linköpings kommun (Vårdnäs)

## Vårdsberg
Se Lista över fornlämningar i Linköpings kommun (Vårdsberg)

## Örtomta
Se Lista över fornlämningar i Linköpings kommun (Örtomta)

## Östra Harg
Se Lista över fornlämningar i Linköpings kommun (Östra Harg)

## Östra Skrukeby
Se Lista över fornlämningar i Linköpings kommun (Östra Skrukeby)